# Щелино (Новгородская область)
Щелино — деревня в Шимском районе Новгородской области в составе Медведского сельского поселения.

## География
Находится в западной части Новгородской области на расстоянии приблизительно 16 км на северо-запад по прямой от районного центра поселка Шимск на левом берегу реки Мшага.

## История
На карте 1847 года отмечена как Шелина с 27 дворами. В 1907 году здесь (деревня Новгородского уезда Новгородской губернии) было учтено 42 двора.

## Население
Численность населения: 231 человек (1907 год), 22 (русские 95 %) в 2002 году, 5 в 2010.